# 臨港大道駅
臨港大道駅（りんこうだいどうえき、中文表記: 临港大道站）は、中華人民共和国上海市浦東新区臨港大道に位置する上海軌道交通16号線の駅。

## 歴史
- 2013年12月29日：開業[1][2]。
- 2018年11月16日：大駅車が当駅に停車するようになった[3]。

## 駅構造
単式ホーム1面1線と島式ホーム1面2線、合計2面3線のホームを持つ地下駅である。通常時は、島式ホーム北側の1線と単式ホームの1線のみで乗降を行い、島式ホーム南側の1線は留置線として使用されている。

### のりば
| 番線 | 路線     | 行先       |
| ---- | -------- | ---------- |
|      | ■ 16号線 | 竜陽路方面 |
|      | ■ 16号線 | 留置線     |
|      | ■ 16号線 | 滴水湖方面 |

（出典：上海地下鉄:站层图）

## 駅周辺
- 上海耀雪冰雪世界（中国語版）
- 上海海昌海洋公園

## 隣の駅
上海軌道交通
■ 16号線
直達車
通過
大駅車
恵南駅 - 臨港大道駅 - 滴水湖駅
各駅停車
書院駅 - 臨港大道駅 - 滴水湖駅